# گوشتر
گوشتر (به آلمانی: Güster) یک شهر در آلمان است که در هرتسوگتوم لاونبورگ واقع شده‌است. گوشتر ۱٬۲۱۰ نفر جمعیت دارد.